# Feuerwehr Bergisch Gladbach
Die Feuerwehr Bergisch Gladbach ist die städtische Feuerwehr der großen kreisangehörigen Stadt Bergisch Gladbach und stellt die Notfallversorgung von über 111361 Menschen sicher. Sie ist der Fachbereich 10 (Feuerwehr und Rettungsdienst) der Stadt und besteht aus Berufsfeuerwehr und Freiwilliger Feuerwehr. Die Feuerwehr ist zuständig für Brandschutz, technische Hilfe, Rettungsdienst, Bevölkerungsschutz und städtisches Krisenmanagement.
Am 1. Juli 2023 wurde die bisherige Freiwillige Feuerwehr mit hauptamtlichen Kräften um eine Berufsfeuerwehr ergänzt. Die Feuerwehr Bergisch Gladbach ist die 114. Berufsfeuerwehr in Deutschland.

## Gefahrenvorbeugung – Brandschutzdienststelle
Die Feuerwehr Bergisch Gladbach verfügt aufgrund ihrer Größe über eine ausreichende Anzahl an qualifiziertem Personal zur Wahrnehmung der Aufgaben der Brandschutzdienststelle für das Stadtgebiet von Bergisch Gladbach.
Die Brandschutzdienststelle ist mit der Prüfung des abwehrenden Brandschutzes in Baugenehmigungsverfahren betraut und ist innerhalb der Abteilung Gefahrenvorbeugung angesiedelt.
Die Abteilung Gefahrenvorbeugung führt darüber hinaus auch die Brandverhütungsschauen im Stadtgebiet Bergisch Gladbach durch und ist mit Aufgaben der Einsatzplanung und -vorbereitung betraut.

## Einsatzkräfte

### Führungsdienst
Die Führung taktischer Einheiten und die Leitung von Einsätzen sind in Bergisch Gladbach komplex geregelt.
Es gibt drei Führungsebenen:
- Der C-Dienst übernimmt die Leitung kleinerer Einsätze, bei welchen eine Gruppe oder Staffel eingesetzt wird. Diese Funktion übernimmt der diensthabende Wachabteilungsleiter bzw. der Gruppenführer der ehrenamtlichen Kräfte.
- Der B-Dienst (Einsatzführungsdienst) übernimmt die Leitung von Einsätzen, bei welchen ein Zug zum Einsatz kommt. Diese Funktion wird rund um die Uhr durch eine hauptamtliche Führungskraft im gehobenen feuerwehrtechnischen Dienst übernommen. Ein weiterer Einsatzführungsdienst (B-Dienst) kann bei Bedarf durch haupt- oder ehrenamtliche Führungskräfte besetzt und in Dienst gestellt werden.
- Der A-Dienst (Leitungsdienst) übernimmt in Rufbereitschaft die Leitung großer Einsätze und wird von entsprechend qualifizierten hauptamtlichen und ehrenamtlichen Mitgliedern gestellt.

### Berufsfeuerwehr
Die Berufsfeuerwehr der beiden Feuer- und Rettungswachen 1 (Hauptwache; Paffrather Straße 175) und 2 (Wipperfürther Straße 67) wickelt den Großteil des Einsatzaufkommens im Stadtgebiet selbstständig ab (kleine Brände, technische Hilfe bei Verkehrsunfällen, kleinere Hilfeleistungen, Umweltschutzmaßnahmen u. ä.). Bei größeren Einsätzen bilden sie mit jeweils einer Staffel (1+5 Mann) den ersten Abmarsch. Hinzu kommt von der Feuer- und Rettungswache 1 noch der Einsatzführungsdienst (B-Dienst) mit Zugführer und Gruppenführer Einsatzleitwagen.
Die Berufsfeuerwehr ist in drei Wachabteilungen eingeteilt, die in einem festen Rhythmus 24-Stunden-Schichtdienst leisten. Diese Feuerwehrbeamten rücken im Regelfall jeweils mit einem Hilfeleistungslöschfahrzeug, einer Drehleiter und einem Tanklöschfahrzeug aus. Je nach Einsatzmeldung oder Bedarf werden zusätzlich Sonderfahrzeuge, wie zum Beispiel ein Rüstwagen mitgeführt.
Zu den Aufgaben neben dem Einsatzdienst im Brandschutz- und Rettungsdienst zählen die Tätigkeiten in den zahlreichen Werkstätten der Feuerwehr, wie z. B. Schlauchpflege, Atemschutzwerkstatt, Funkwerkstatt.
Neben den beiden Feuer- und Rettungswachen gibt es noch eine weitere Rettungswache im Stadtteil Refrath (Rettungswache 4; Steinbreche 3), an welcher ein Rettungswagen stationiert ist. Dieser Rettungswagen sowie ein Notarzteinsatzfahrzeug auf der Feuer- und Rettungswache 1 werden durch hauptberufliches Rettungsdienstpersonal besetzt.

### Ehrenamtliche Kräfte
Die ehrenamtlichen Kräfte werden jeweils nach Bedarf zur Verstärkung der Berufsfeuerwehr mitalarmiert. Sollte die Berufsfeuerwehr in einem Einsatz gebunden sein, übernehmen die ehrenamtlichen Einheiten auch eigenständig Einsatzaufträge.
Es gibt sechs Einheiten der Freiwilligen Feuerwehr:
Zum Wachbereich Nord (Feuer- und Rettungswache 1) gehören:
- Löschzug 5: Schildgen (Feuerwehrhaus befindet sich Altenberger-Dom-Straße 225)
- Löschzug 6: Paffrath/Hand (Feuerwehrhaus befindet sich Paffrather Straße 175)
- Löschzug 7: Stadtmitte (Feuerwehrhaus befindet sich auf dem ehemaligen Gelände der Papierfabrik Zanders)

Zum Wachbereich Süd (Feuer- und Rettungswache 2) gehören:
- Einheit 8: Herkenrath (Feuerwehrhaus befindet sich Asselborner Weg 14–16)
- Löschzug 9: Bensberg (Feuerwehrhaus befindet sich Wipperfürther Straße 67)
- Löschzug 10: Refrath (Feuerwehrhaus befindet sich Steinbreche 3)

### Jugendfeuerwehr
Jede ehrenamtliche Einheit, mit Ausnahme der Einheit Herkenrath, beherbergt eine eigene Jugendfeuerwehrgruppe, in welchen sich Jugendliche im Alter von 10 bis 18 Jahren mit Themen rund um Feuerwehr, wie Brandschutz, aber auch Technische Hilfeleistung beschäftigen. Der Löschzug 9 (Bensberg) und die Einheit 8 (Herkenrath) betreiben eine gemeinsame Jugendgruppe.

## Fuhrpark der Feuerwehr Bergisch Gladbach
Standort Feuer- und Rettungswache 1 (Stadtmitte):
- 3 Kommandowagen
- 2 Einsatzleitwagen 1
- 2 Hilfeleistungslöschgruppenfahrzeuge 20
- 1 Drehleiter mit Korb 23-12
- 1 Tanklöschfahrzeug 4000
- 1 Gerätewagen Gefahrgut 2
- 2 Wechselladerfahrzeuge
- 1 Gerätewagen Logistik 1
- 1 Teleskoplader
- 3 Rettungswagen
- 2 Notarzteinsatzfahrzeuge
- 4 Krankentransportwagen (betrieben vom Deutschen Roten Kreuz)

Standort Feuer- und Rettungswache 2 (Bensberg):
- 1 Kommandowagen
- 1 Hilfeleistungslöschgruppenfahrzeuge 20
- 1 Drehleiter mit Korb 23-12
- 1 Tanklöschfahrzeug 4000
- 1 Rüstwagen
- 1 Rettungswagen
- 1 Notarzteinsatzfahrzeug

Standort Rettungswache 4 (Refrath):
- 1 Rettungswagen

Standort Feuerwehrhaus 5 (Schildgen):
- 1 Hilfeleistungslöschgruppenfahrzeug 20
- 1 Tanklöschfahrzeug 2000
- 1 Mannschaftstransportfahrzeug

Standort Feuerwehrhaus 6 (Paffrath/Hand):
- 1 Hilfeleistungslöschgruppenfahrzeug 20
- 1 Löschgruppenfahrzeug 20 KatS
- 2 Gerätewagen Logistik 2
- 1 Mannschaftstransportfahrzeug
- 1 Wechselladerfahrzeug mit Hytrans Fire System (vom Land NRW im Rahmen des Katastrophenschutzes)

Standort Feuerwehrhaus 7 (Stadtmitte):
- 1 Hilfeleistungslöschgruppenfahrzeug 20
- 1 Tanklöschfahrzeug 3000
- 1 Mannschaftstransportfahrzeug

Standort Feuerwehrhaus 8 (Herkenrath):
- 1 Hilfeleistungslöschgruppenfahrzeug 20
- 1 Löschgruppenfahrzeug 20 KatS
- 1 Gerätewagen Logistik 2

Standort Feuerwehrhaus 9 (Bensberg):
- 1 Hilfeleistungslöschgruppenfahrzeug 20
- 1 Löschgruppenfahrzeug 10
- 1 Mannschaftstransportfahrzeug

Standort Feuerwehrhaus 10 (Refrath):
- 1 Hilfeleistungslöschgruppenfahrzeug 20
- 1 Tanklöschfahrzeug 3000
- 1 Mannschaftstransportfahrzeug

Standort Feuerwehrschule 11:
- 2 Hilfeleistungslöschgruppenfahrzeuge 20
- 1 Hilfeleistungslöschgruppenfahrzeug 10
- 1 Gerätewagen Logistik 1

Reservefahrzeuge:
- 1 Drehleiter mit Korb 23-12
- 4 Rettungswagen
- 2 Notarzteinsatzfahrzeuge

## Ausbildung
Im Schulungs- und Ausbildungszentrum werden jährlich eigene und externe Einsatz- und Führungskräfte sowie Rettungsdienstpersonal ganz oder teilweise ausgebildet. Die Feuerwehr Bergisch Gladbach legt großen Wert auf Ausbildung und Personalentwicklung. Auf dem Gelände gibt es Übungsgebäude, eine feststoffbefeuerte Realbrandübungsanlage und ein Außengelände mit verschiedenen Übungsszenarien. Dort sind Übungen von Verkehrsunfällen mit einem Bus, Gefahrguttransporter oder Pkw bis hin zu Tiefbauunfällen möglich.